# Conca (vaso)
Conca (do latim conca ou concha; em grego κόγχη ou κόγχος) era o vaso com formato de mexilhão ou concha de marisco. Era utilizado para vários propósitos e tinha diferentes tamanhos. Os escritores da antiguidade relatam que ele servia como saleiro, recipiente de perfumes, unguentos, óleo ou mesmo de tinta para pintura. Um vaso de formato similar, mas maior, era utilizado para limpeza.